# Szentháromság-templom (Budafelhévíz)
A budafelhévízi Szentháromság-templom a stefanita rend mára elpusztult római katolikus temploma. A hajdani Budafelhévíz központját képező templom maradványai 1906-ban kerültek elő a mai budapesti Margit körút 5. szám alatti ház alapozásának megkezdésekor; a leletek feltárását Supka Géza végezte.

## Fekvése
Az egykori templom a mai budapesti Margit körút 5. szám alatt, a Török utca–Margit körút–Frankel Leó út által határolt háromszögben volt található. Az épület – a vele szemközti királyi kúriához hasonlóan – kisebb hátságra épült. A feltárt rommaradványokból negyvennyolc méter hosszú, tizenegy méter széles, egyhajós, keletelt templomalaprajzra lehet következtetni. A körülbelül méternyi vastag alapfalakat oldalról ötméteres közökkel sorakozó, erős támpillérek támasztották. A falakat az apszistól a belső csarnok nyugati végéig budaújlaki terméskőből rakták; a torony felé eső maradék rész építőanyaga lazább illeszkedésű volt, s különféle törmelékköveket – márványt és egy római sírkő maradványait – tartalmazott. A templomromtól körülbelül húsz méterre északra sírmellékletek nélküli emberi csontvázakra bukkantak, ezekből következtettek a templomhoz tartozó temető helyére.
A szentély eredeti helyét az ásatások idejére beépítették, de valószínűleg sokszögben záródhatott; a templom nyugati részén előcsarnok és 2,5 méter széles kapuzatú torony állt. A főoltáron túl legalább két oltárról, a Szent Kereszt-oltárról és a Szent Katalin-oltárról lehet tudni. Az északi oldalon két melléképületet tártak fel; az építkezés miatt a déli falnak csak a 3. és 4. támpillér közé eső részéhez lehetett hozzáférni, ezért nem tudni, az északi melléképületeknek volt-e déli párjuk.
Az ásatásokat vezető Supka Géza a 13. századra datálta a maradványokat, de ezt sem az alaprajz, sem az előkerült kőtörmelékek nem látszanak alátámasztani. A nyugatról számított harmadik támpillér vonalában az előcsarnok és a hosszház közé szokatlan tér ékelődött, Szakács Béla Zsolt művészettörténész ez alapján a keleti rész alapfaláról tartja elképzelhetőnek, hogy a stefaniták idejéből származott.

## Története
Az ispotályos jellegű stefanita rendet II. Géza magyar király alapította 1150 körül; a király többek között Esztergom környéki és budafelhévízi birtokokat adományozott a rendnek. Az igen korán, már a 13. században Buda külvárosának nevezett Budafelhévíz, latin nevén Calida Aqua a mai Bem József utca és a Császárfürdő közötti területen feküdt. A stefaniták a Szentháromság-templom mellett rendházat is tartottak fenn itt. A fennmaradt dokumentumok tanúsága alapján 1187-ben már a rendé volt az „Ecclesia sancte Trinitatis de aqua calida”, vagyis a budafelhévízi Szentháromság-templom: III. Orbán pápa ez év június 23-ai, veronai keletű oklevelében pártfogásába vette a rendet és megerősítette azt javaiban, melyek között a budafelhévízi templom is felsoroltatott. Ugyanakkor az itteni konventről e korból nincs említés, ez vélhetően a tatárjárás után néhány évvel jöhetett létre. A század közepén kezdett el kialakulni a templom körül a stefaniták birtokteste. Az eredetileg királyi alapítású és Budafelhévíz plébániájaként működő templom a stefaniták érkezésével a konvent egyházává alakult át, miközben megmaradt eredeti jogköre. A Szentháromság-templom történetének rekonstruálását nehezíti, hogy mind a konventet, mind a körülötte kialakuló városrészt, továbbá a későbbiekben a káptalant és a prépostságot is a templom után Szentháromságnak nevezik a források, nem téve különbséget a létesítmények között.
1372-re a rend budafelhévízi és esztergomi temploma is felújításra szorult; a költségek fedezésére XI. Gergely pápától kértek segítséget, aki 1372. augusztus 30-ai bullájában búcsút adományozott a felújításra adakozóknak és az abban kétkezi munkával közreműködőknek. A bulla húszéves időtartamról szólt; ennek fényében Supka Géza azt feltételezte, hogy a restaurálási munkák 1372–92 között zajlottak.
A rendelkezésre álló dokumentumok csökkenő számából arra lehet következtetni, hogy a stefanita rend a 14. század második felében hanyatlásnak indult; működése 1439-ig követhető nyomon, a 15. század derekától kezdve egyetlen oklevél sem tesz róla említést. A rend feltételezhetően az I. Ulászló király és az özvegy Luxemburgi Erzsébet királyné közötti polgárháborúban morzsolódott szét. Budafelhévízi rendházuk és a Szentháromság-templom is legkésőbb e polgárháborúban pusztulhatott el, vélhetőleg akkor, amikor Szécsi Tamás, az esztergomi érsek testvére felgyújtotta Buda külvárosait. Miután 1445-ben IV. Jenő pápa engedélyezte a felhévízi konvent társaskáptalanná alakítását, a század második felében a stefaniták Szentháromság-templomának helyén megkezdődtek az ásatásokból ismert új templom építési munkálatai. Az építkezés Hunyadi Mátyás uralkodása alatt is folyt: a király IV. Szixtusz pápához írott, 1476-os keletű levelében szó esik a budafelhévízi prépostságról és arról, hogy Filipec János bőkezűen áldozott a prépostság épületének renoválására. A Filipec-féle felújítás Supka Géza vélekedése szerint a templom keleti felét érintette, és ennek következményeként kerülhetett Gergellaki Bertalan prépostnak a 20. századi ásatások során feltárt sírköve szokatlan helyre, az előcsarnokba. A budafelhévízi prépostság a mohácsi vész utáni időkben semmisült meg; a Szentháromság-templom sorsa bizonytalan, de legkésőbb 1595-ig állhatott fenn: a törökök ekkor rombolták le Buda körül az összes olyan épületet, melyet az ellenség fedezékül használhatott.
A Szentháromság-templom azonban pusztulása után sem merült feledésbe: megemlékezik róla többek között Oláh Miklós esztergomi érsek 1568-as Hungaria et Athila című könyvében, Schier Xystus szerzetes az 1774-es Buda sacrában és Miller János Ferdinánd városi jegyző és főtanácsos 1760-as Epitoméjában. Rupp Jakab is megemlíti a templomot Buda-Pest és környékének helyrajzi története című művében, igaz, némiképp ellentmondásosan – egyszer az irgalmas rendiek házával szemben, másszor a „fehér lóhoz” címzett ház helyén – határozza meg a templom elhelyezkedését; míg a Szentháromság-templom tényleges helyére Krisztus testének kápolnáját teszi.
Az egykori templom helye egészen a 20. század első évtizedéig be volt építve. 1906. szeptember 18-án a magyar királyi rendőrség jelentette a Nemzeti Múzeum igazgatóságának, hogy egy Margit körúti építkezésen sírkőre és emberi csontokra bukkantak; a régészeti feltárásokra ezt követően került sor Supka Géza régész, művészettörténész irányításával. A legfontosabb lelet az 1469-ben elhunyt Gergellaki Bertalan prépost vörösmárvány sírköve; 2,38 méteres hosszával és 1,22 méteres szélességével egyike a 15. századból fennmaradt legnagyobb sírköveknek. A sírkőre három emberi csontvázzal egyetemben egy téglával ágyazott sírkamrában találtak rá. A romok közül további sírfelirat-maradványok, pénzérmék, csattok és egyéb apró tárgyak is előkerültek.